# Ciladopa
A ciladopa (AY-27,110) dopamin-agonista vegyület, amelynek kémiai szerkezete hasonló a dopamin szerkezetéhez. Parkinson-kór elleni gyógyszerként vizsgálták az 1980-as években, de a rágcsálókban megjelenő, rákos elváltozásokkal kapcsolatos aggályok miatt a kísérleteket felfüggesztették.

## Fordítás
Ez a szócikk részben vagy egészben  a   Ciladopa című angol Wikipédia-szócikk ezen változatának fordításán alapul.  Az eredeti cikk szerkesztőit annak laptörténete sorolja fel. Ez a jelzés csupán a megfogalmazás eredetét és a szerzői jogokat jelzi, nem szolgál a cikkben szereplő információk forrásmegjelöléseként.